# Chalcatongo de Hidalgo
Chalcatongo de Hidalgo (Xinivi, Ñuu Ndeyá en mixteco) es una localidad mexicana del distrito de Tlaxiaco, en la Región Mixteca del estado de Oaxaca. Es cabecera del municipio homónimo de Chalcatongo de Hidalgo.

## Geografía
Chalcatongo de Hidalgo está situado en las estribaciones montañosas de la Sierra Madre del Sur, en la zona occidental del estado de Oaxaca. Su latitud es 17°02’ N y su longitud 97°34’ W, y está situado a una altitud de 2,450 metros sobre el nivel del mar y a 243 kilómetros de la ciudad de Oaxaca capital del estado homónimo.